# Raxola
Raxola est un groupe belge de punk rock, originaire de Bruxelles. Il est de la première vague du punk et formé en 1977 par Yke Raxola (Yves Kengen), Louis Louis (Louis Hubeau) et Snikkey (Guy Van Snick).

## Historique
Après avoir joué avec Brian James (The Damned) dans Bastard, Raxola est formé en 1977 par Yves Kengen à Bruxelles. Camarades d'écurie (firme de disques et management) du groupe anversois The Kids, ils sont l'un des trois groupes belges (le troisième étant Hubble Bubble) à avoir eu l'occasion d'enregistrer un album dès le début de l'ère punk. Le groupe est considéré par la presse spécialisée comme pionnier du punk bruxellois de la fin des années 1970. En 1978, soit un an après sa formation, le groupe publie son premier album studio, l'éponyme Raxola. 
Plusieurs titres de ces groupes se sont retrouvés en 1998 sur des compilations pirates qui ont relancé l'intérêt pour le punk belge et l'ont fait découvrir dans le monde entier. Grâce à cela, les disques de Raxola ont atteint une cote très élevée sur le marché du collector (environ $400) avant que Yke ne réédite l'album en CD en 2001 et cède la distribution à Disk Union en 2003 pour le Japon
Le groupe subit de nombreux changements de personnel après son retour sur scène en 2003. En 2004, Raxola sort un single produit par Brian James (The Damned, The Lords of the New Church). Un nouvel album, plus proche du rock alternatif que du punk des débuts, est annoncé pour 2005. Il s'agit d'un EP "live" intitulé Live in O'five. Le groupe ne donne par la suite plus signe d'acitivité.
En février 2017 est annoncé un nouvel album. En mars 2017, le groupe effectue son retour au Rock Nation Festival. En avril 2017, le groupe revient avec un single extrait du futur album, comprenant deux titres : Come Back Shoes et Stakhanovist Punk. L'album Guts Out, produit par Thierry Plas (ex-Machiavel) et Yves Kengen sort en septembre 2017. Désormais plus rock'n'roll que punk, le groupe se compose de Yke Raxola (Yves Kengen), Phil Bertran, Lucas Lepori et Fab Giacinto. L'album démarre avec le titre Son of a Bitch et comprend des singles comme Paranoïzed, Waiting for WW3, et Come Back Shoes.

## Discographie
- 1978 : Raxola
- 2004 : I Wanna Be an Angel (single)
- 2007 : Live in O'five
- 2017 : Come Back Shoes[7] (single)
- 2017 : Guts Out